# 닥터 후 시리즈 3
영국의 공상과학 드라마 《닥터 후》의 시리즈 3는 2006년 크리스마스 스페셜 "The Runaway Bride"로 방영을 시작하였다. 크리스마스 스페셜 이후 2007년 3월 31일 "Smith and Jones"을 시작으로 13개 에피로 구성된 정규 시리즈가 방영되었다. 여기에 13부짜리 애니메이션 에피소드가 제작되어 (정규 에피소드당 하나씩) <토털리 닥터 후>에서 방영되었다.
시리즈 3에서는 데이비드 테넌트가 10대 닥터 (닥터의 한 모습) 역으로 나왔으며, 크리스마스 스페셜에서는 캐서린 테이트가 도나 노블 역으로 닥터와 함께했다. 이후 정규 시리즈에서는 프리마 아저먼이 마사 존스 역으로 닥터의 새로운 동행자가 되지만, 닥터에 대한 짝사랑을 이기지 못하고 시리즈 마지막화에서 하차하게 된다. 그밖에도 존 버로우만이 잭 하크니스로 다시 등장해 시리즈 피날레를 장식하는 마지막 세 에피소드에 출연한다. 시리즈 전체는 '미스터 색슨'이라는 느슨한 핵심주제로 연결되어 있으며, 미스터 색슨은 결국 닥터의 적이자 타임 로드인 마스터의 귀환한 것이었음이 밝혀진다. 마스터 역으로는 처음엔 데릭 자코비가, 재생성을 겪은 이후에는 존 심이 맡았다.

## 캐스팅

### 주연
시리즈 3은 데이비드 테넌트가 10대 닥터로 등장하는 두번째 시즌이다. 시리즈 도중 10대 닥터는 세 명의 동행자를 만나는데, 도나 노블, 마사 존스, 잭 하크니스이다.
우선 크리스마스 스페셜에서 잠시 동행자로 활약하는 도나 노블 역에는 여배우이자 코미디언인 캐서린 테이트가 맡았다.  해당 에피소드 마지막에서는 닥터와의 타디스 여행을 단념하고 하차하지만, 훗날 2008년 시리즈의 "Partners in Crime"에서 다시 합류해 한 시즌 내내 동행하게 된다.
지난 시즌에서 닥터의 동행자였던 로즈 타일러 역의 빌리 파이퍼가 드라마에서 하차하였기 때문에 새로운 정규 동행자가 필요해졌다. 2006년 7월 5일 BBC는 새로운 동행자 캐릭터인 마사 존스 역으로 프리마 아저먼이 출연한다고 공식 확인했다. 아저먼은 2006년 에피소드 "Army of Ghosts"에서 단역으로 출연한 바 있었다. 존 바로우만 역시 3부로 나뉜 피날레에 잭 하크니스 역으로 귀환하게 되었다.

### 조연
시리즈 3의 조연으로는 애디오아 앤도, 트레버 레어드, 구구 음바사로, 레지 예이츠가 출연하였으며 모두 존스의 가족 역을 맡았다.
그밖의 출연자로는 텔마 발로, 라이언 칸스, 크리스티나 콜, 미셸 콜린스, 레노라 크리클로, 앤서니 플래너건, 앤드류 가필드, 루시 개스컬, 마크 게티스, 돈 질렛, 제니퍼 헤네시, 제시카 하인스, 데릭 자코비, 딘 레넉스 켈리, 맷 킹, 크리스 라킨, 해리 로이드, 스티븐 마커스, 로이 마즈든, 맥플라이, 케리 멀리건, 마이클 오비오라, 아덜 오핸런, 트레비스 올리버, 샤론 오스번, 새라 패리시, 안젤라 플리전스, 휴즈 쿼시, 미란다 레이슨, 앤 레이드, 토머스 생스터, 존 심, 앤 위드컴이 있었다.

## 에피소드
"Gridlock"에서 등장하는 매크라는 원래 올드 시즌 중 시즌 4의 <The Macra Terror>에서 처음으로 등장한 생명체로, 오톤, 달렉, 사이버맨에 이어 뉴 시즌에서 다시 돌아온 올드 시즌의 생명체가 되었다.
시리즈 3의 에피소드 중 세 개는 이전에 이미 출판된 작품을 각색하였다. "Human Nature" / "The Family of Blood"는 폴 코넬의 뉴 어드벤처 소설 <휴먼 네이처>을 각색한 것이며, "Blink"는 2006년 《닥터 후 애뉴얼》에서 스티븐 모팻이 썼던 단막극 <나는 지난 크리스마스 휴일에 무엇을 하였는가 - 샐리 스패로> ('What I Did on My Christmas Holidays' By Sally Sparrow)를 드라마판으로 각색한 것이다.
"Human Nature"는 9대 닥터 이전, 즉 올드 시즌의 닥터의 모습들이 처음으로 등장한 에피소드이기도 했다. 작중에서 중요한 단서가 되는 노트 <불가능한 것들의 여정> 에 끼인 스케치 중에 여덟 명의 닥터의 얼굴이 그려져 있다.
| 스페셜 |    |                           |               |                 |                  |      |      |    |
| 178 | –  | "The Runaway Bride"       | 유로스 린     | 러셀 T 데이비스 | 2006년 12월 25일 | 3X   | 9.35 | 84 |
| 외계 종족 라크너스의 여왕은 지구 중심부에 알을 까놓고 휴온 입자를 먹인 인간을 먹이로 주어 깨운 뒤, 지구를 보금자리로 삼으려는 음모를 갖고 있었다. 그 일환으로 라크너스의 수하이자 휴먼리소스의 사장 란스는 비서이자 약혼자인 도나 노블에게 수개월에 걸쳐 휴온 입자를 조금씩 천천히 먹이고 있었다. 하지만 결혼식 날 휴온 입자가 타디스와 반응하는 바람에 도나는 타디스 안으로 난데없이 끌려오고 10대 닥터와 만난다. 갖은 고생 끝에 뒤늦게 결혼식에 데려다 준 닥터였지만 이미 식은 끝난 상황이었고, 피로연마저도 지구 밖 우주선에서 조종하는 산타 로봇의 습격을 받는다. 마침내 두 사람이 라크너스의 여왕과 대적하고, 음모를 알아챈 뒤 도망치자 여왕은 란스에게 휴온 입자를 먹인 다음 새끼들에게 던져 깨어나게 한다. 그리고 크리스마스 별 장식처럼 생긴 우주선을 지구로 이동시켜 인류를 "거둬"가려 한다. 닥터는 라크노스에게 조용히 살 수 있는 다른 행성을 알아보겠다고 제안하지만 여왕은 단번에 뿌리치고, 닥터는 트리 장식 모양 폭탄을 이용해 템스강의 둑을 폭파시켜 강물을 새끼들이 있던 구덩이 속으로 쏟아붓는다. 이후 군대가 출동해 기력을 다한 라크노스의 여왕 우주선을 격침시키고, 도나는 집으로 무사히 돌아온다. |    |                           |               |                 |                  |      |      |    |
| 본 시즌 |    |                           |               |                 |                  |      |      |    |
| 179 | 1  | "Smith and Jones"         | 찰스 팔머     | 러셀 T 데이비스 | 2007년 3월 31일  | 3.1  | 8.71 | 88 |
| 런던의 로열 호프 병원에 환자로 잠입해 있던 닥터는 의대생으로 근무하던 마사 존스를 만난다. 그 때 무자비한 외계 경찰 주둔이 병원을 통째로 달에 갖다 놓은 뒤, 수배령이 떨어진 플로렌스 피네건을 수색하기 시작한다. 피네건은 플라스마보어라는 흡혈 종족으로, 병원에서 근무하는 인간의 피를 빨아, 외계인을 찾으려는 주둔의 탐지망을 피하고 있었다. 하지만 역시 같은 외계 종족이었던 닥터는 인간처럼 위장해 피네건에게 접근한 뒤 피를 빨게 만들고, 피네건은 비인간으로 판명되어 사살된다. 흡혈의 영향으로 쓰러진 닥터를 마사가 인공호흡으로 되살려 내고, 닥터는 피네건이 죽기 직전 주둔과 지구 절반 면을 전자기 펄스로 쓸어버리기 위해 출력 최대치로 벌여놓은 MRI의 전원을 가까쓰로 차단한다. 지구로 무사히 돌아온 마사는 닥터에게 자신의 목숨을 구해준 보답으로 타디스와 함께 하는 여행에 초대받고 기꺼이 승낙한다. |    |                           |               |                 |                  |      |      |    |
| 180 | 2  | "The Shakespeare Code"    | 찰스 팔머     | 개러스 로버츠   | 2007년 4월 7일   | 3.2  | 7.23 | 87 |
| 1599년 엘리자베스 여왕 시대의 잉글랜드 런던에 도착한 닥터와 마사. 그곳에서 〈사랑의 결실〉이라는 미발표 원고를 집필 중이던 윌리엄 셰익스피어를 만난다. 그런데 '캐리오나이트'라는 외계 마녀 종족이 저주인형으로 하여금 셰익스피어를 조종하여 억지로 쓰고 있는 상황. 닥터는 캐리오나이트들이 각본 속에 위력을 갖는 대사를 집어넣어 차원 속에 갇혀 있는 자신들의 종족을 빼내려는 음모를 세우고 있음을 밝힌다. 이 사실을 몰랐던 배우들이 공연 당일 그 대사를 내뱉으면서 포털이 열리자, 무대 위로 오른 닥터는 셰익스피어에게 자신만의 강력한 대사를 일깨워 주고, 포털을 닫는 데 성공한다. |    |                           |               |                 |                  |      |      |    |
| 181 | 3  | "Gridlock"                | 리처드 클라크 | 러셀 T 데이비스 | 2007년 4월 14일  | 3.3  | 8.41 | 85 |
| 서기 50억년 하고도 53년의 신지구로 떠난 닥터와 마사. 뉴뉴욕 시의 지하 고속도로는 수십 년 묵은 교통체증이 해결될 기미를 보이지 않는다. 고속도로 최하층의 초고속 차로에는 닥터가 오래 전 물리쳤다고 생각했던 생명체들이 자리를 잡으며 운전자들을 공포에 몰아넣고 있었다. 한편으로 타임로드의 '큰 비밀'을 지니고 있었던 보의 얼굴은 마침내 닥터를 만나 '당신은 혼자가 아니다' (You are not alone)이란 말을 전한다. |    |                           |               |                 |                  |      |      |    |
| 182a | 4  | "Daleks in Manhattan"     | 제임스 스트롱 | 헬런 레이너     | 2007년 4월 21일  | 3.4  | 6.69 | 86 |
| 1930년 미국 뉴욕시에 도착한 닥터와 마사. 브로드웨이의 화려한 무용 배우와 대공황의 여파를 보리라 기대했던 두 사람을 맞이한 것은, 인간들을 납치하는 돼지 종족과 그것들을 부리는 달렉의 스카로 교단. 달렉은 그것을 넘어 종족의 유지를 위한 반 달렉, 반 인간 창조 계획에 착수한다. |    |                           |               |                 |                  |      |      |    |
| 182b | 5  | "Evolution of the Daleks" | 제임스 스트롱 | 헬런 레이너     | 2007년 4월 28일  | 3.5  | 6.97 | 85 |
| 이전 화에서 이어진다. 스카로 교단의 수장 달렉 섹은 마침내 인간형 달렉으로 다시 태어나 인간성을 지닌다. 달렉의 인간화 계획을 계속해서 추진하는 그를 두고 나머지 세 달렉들의 불신은 커져만 간다. 이윽고 달렉 섹이 우리들을 새로운 행성으로 이주시키는 데 닥터가 도와달라고 부탁하자, 나머지 달렉들은 반기를 든다. 닥터와 마사 일행은 달렉과 혼종들의 침공에 맞서 지구를 구하기 위한 작전에 나선다. |    |                           |               |                 |                  |      |      |    |
| 183 | 6  | "The Lazarus Experiment"  | 리처드 클라크 | 스티븐 그린혼   | 2007년 5월 5일   | 3.6  | 7.19 | 86 |
| 76세의 노인 과학자 라자러스 박사는 겉모습을 젊게 바꾸는 기계를 발명한다. 하지만 계획을 벗어나 라자러스 박사는 괴물이 되어 폭주하고, 닥터와 마사는 일이 더 커지기 전에 사건을 해결해야 한다. |    |                           |               |                 |                  |      |      |    |
| 184 | 7  | "42"                      | 그레이엄 하퍼 | 크리스 칩널     | 2007년 5월 19일  | 3.7  | 7.41 | 85 |
| 닥터와 마사는 조난 신호를 추적하다 항성의 심장부로 끌려들어가는 수송선에 발을 들인다. 피할 수 없는 최후로부터 마사와 승무원들을 구하기까지 닥터에게 남은 시간은 단 42분. 해결을 위한 열쇠는 목숨 걸고 푸는 수수께끼에 있다. 하지만 상황이 생각보다 더 심각해져 가는데.. |    |                           |               |                 |                  |      |      |    |
| 185a | 8  | "Human Nature"            | 찰스 팔머     | 폴 코넬         | 2007년 5월 26일  | 3.8  | 7.74 | 86 |
| 1913년 잉글랜드의 교사 존 스미스는 매일 밤 꿈속에서 닥터라는 외계인 시간여행자가 되어, 푸른 상자를 타고 수많은 동행자를 데리며 떠나는 시공간 여행을 경험한다. 학교 보건 선생님인 조앤 레드펀과의 관계가 깊어져 가는 가운데, 다른 세상에서 온 듯한 기이한 가족과 살아서 움직이는 허수아비 군단이 모습을 드러내며 닥터를 찾는다. 학교의 하녀로 잠입해 있던 마사는 타디스를 계속 숨겨두기 위해 안간힘을 쓴다. |    |                           |               |                 |                  |      |      |    |
| 185b | 9  | "The Family of Blood"     | 찰스 팔머     | 폴 코넬         | 2007년 6월 2일   | 3.9  | 7.21 | 86 |
| 인간 넷을 사로잡아 신체로 쓴 피의 가족이 학교를 공격해 오는 가운데, 존 스미스는 아직도 자신의 본모습이 닥터라는 사실을 모르고 있었다. 마사는 존이 자신의 일기장에 기록해둔 '꿈'이 실제로 벌어진 일이며, 학교 선생으로서의 삶은 닥터로서의 모습을 감추기 위해 꾸며낸 환상이라며 닥터로 되돌아와 달라고 설득한다. 시간이 흐르고 존 스미스는 스스로의 인격을 유지하고픈 마음을 저버리고 불가능한 결정과 맞닥뜨린다. |    |                           |               |                 |                  |      |      |    |
| 186 | 10 | "Blink"                   | 헤티 맥도널드 | 스티븐 모팻     | 2007년 6월 9일   | 3.10 | 6.62 | 87 |
| 폐가에 잠입하여 타디스를 노리던 우는 천사들. 그들을 막을 사람은 샐리 스패로우와 그 친구 래리 나이팅게일 뿐이다. 사람이 눈을 깜빡이면 움직이며 습격해 오는 우는 천사들을 피하기 위해, 40년 전 영상 속에 기록된 10대 닥터와의 반쪽짜리 대화 속 비밀을 짜맞추려는 두 사람. 뒤돌아 보지도 말고, 다른 곳을 보지도 말고, 깜빡이지도 말라는 닥터의 경고를 기억하며 살아남아야 한다. |    |                           |               |                 |                  |      |      |    |
| 187a | 11 | "Utopia"                  | 그레이엄 하퍼 | 러셀 T 데이비스 | 2007년 6월 16일  | 3.11 | 7.84 | 87 |
| 우주의 종말 시점에서 마지막 남은 인류를 구원할 계획을 세우는 야나 교수. 하지만 그것이 과연 진심일까. 닥터의 오랜 친구이자 닥터가 돌아오기만을 기다리던 캡틴 잭 하크니스가 오랜만에 동행한다. |    |                           |               |                 |                  |      |      |    |
| 187b | 12 | "The Sound of Drums"      | 콜린 티그     | 러셀 T 데이비스 | 2007년 6월 23일  | 3.12 | 7.51 | 87 |
| 닥터의 오랜 적인 마스터의 부활과 재생성을 목격한 닥터 일행은 그 즉시 21세기 지구로 돌아온다. 마사가 여행을 떠난 지 불과 나흘밖에 되지 않았지만, 그 사이 총선이 치러져 새롭게 탄생한 영국의 새 총리는, 해롤드 색슨. 다시 보니 바로 그 마스터였다. 마스터의 추적을 피해 몸을 숨긴 닥터 일행은 적진 한가운데로 들어가 마스터의 음모와 마주한다. |    |                           |               |                 |                  |      |      |    |
| 187c | 13 | "Last of the Time Lords"  | 콜린 티그     | 러셀 T 데이비스 | 2007년 6월 30일  | 3.13 | 8.61 | 88 |
| 마스터가 토클라페인을 지구에 투하한 지 1년이 지난 시점. 인류는 물론 닥터마저도 마스터의 손에 사로잡혀 있었고, 지구를 되살리기 위해 전세계를 떠돌던 마사 존스는 조용히 영국으로 복귀한다. 토클라페인은 다른 행성을 침공하기 위한 로켓을 제작하고 있었고, 마사는 마스터의 최면 위성망을 역으로 활용하여, 전세계인의 힘으로 쪼그라든 닥터를 되살릴 작전에 나선다. |    |                           |               |                 |                  |      |      |    |

### 보조 에피소드
본 시즌과 더불어 13부작 애니메이션 에피소드 《The Infinite Quest》가 제작됐다. CBBC의 어린이 프로그램 《토털리 닥터 후》의 한 코너로 기획된 이 작품은 시즌 3의 결말과 이어지는 내용을 담고 있다. 각 화의 분량은 3분 30초이며, 모든 화를 하나로 묶으면 실사 에피소드 분량과 비슷해진다. 2007년 4월 2일부터 6월 30일까지 연속 방송되었으며, DVD판으로도 출시되었다.
| 번호 | 제목                   | 감독      | 작가      | 본 방송 날짜            | UK 시청자 수 (100만) |
| --- | ---------------------- | --------- | --------- | ----------------------- | -------------------- |
| 1 | 〈The Infinite Quest〉 | 게리 러셀 | 앨런 번즈 | 2007년 4월 2일~6월 30일 | 0.6–0.9              |
| 10대 닥터와 마사는 사람들의 마음 속 욕망을 채워줄 수 있는 거대 우주선인 '인피니트'호 (The Infinite)를 풀기 위한 데이터칩을 찾기 위해 우주로 모험을 떠난다. 하지만 악당 발타자르도 인피니트호를 찾고 있었는데... |                        |           |           |                         |                      |